# Phillip Carl Jablonski
 (juillet 2019).
Si vous disposez d'ouvrages ou d'articles de référence ou si vous connaissez des sites web de qualité traitant du thème abordé ici, merci de compléter l'article en donnant les références utiles à sa vérifiabilité et en les liant à la section « Notes et références ».
Phillip Carl Jablonski, né le 3 janvier 1946 à Joshua Tree (Californie) et mort le 27 décembre 2019[réf. nécessaire], est un tueur en série américain reconnu coupable du meurtre de cinq femmes en Californie et en Utah entre 1978 et 1991.

## Meurtres
Phillip Carl Jablonski a rencontré sa première femme, Alice McGowan, au lycée. Il s'est enrôlé dans l'armée en 1966 et a été envoyé à l'étranger. Ils se sont mariés en 1968 à son retour aux États-Unis. En vivant au Texas, Jablonski est devenu sexuellement violent. Pendant les rapports sexuels, il mettait un oreiller sur le visage de sa femme et a essayé de l'étouffer plusieurs fois. À plusieurs reprises, il l'a étranglée jusqu'à ce qu'elle soit inconsciente.
Après que sa femme l'a quitté, il s'est impliqué dans une relation avec Jane Sanders qu'il a rencontrée en novembre 1968. Elle tombe enceinte et ils s'installent en Californie en juillet 1969, après que Jablonski a quitté l'armée. Une fois, en faisant l'amour, Jane Sanders a voulu s'arrêter. Jablonski sort une arme à feu et menace de lui tirer dessus si elle ne continue pas. Il l'a frappe avec la crosse du pistolet et elle s' évanouie. Quand elle reprend conscience, il est en train de coucher avec elle. Elle le quitte en 1972.
À la fin de 1972, Phillip Carl Jablonski viole une connaissance de Knifepoint à la maison alors que son bébé est dans la pièce. La femme s'échappe et court chez un voisin qui appelle la police. Jablonski est arrêté et reconnu coupable du viol.
En février 1977, il rencontre Linda Kimball et en août, ils vivent ensemble. Linda Kimball donne naissance à leur fille en décembre 1977.
Dans la nuit du 6 juillet 1978, la mère de Linda Kimball, Isobel Pahls, qui habite à proximité, est réveillée par Jablonski. Il lui dit qu'il est venu la violer, mais il ne le pas fait parce que lorsqu'il a regardé son visage « tout ce qu'il pouvait voir, c'était le visage de Linda ». Isobel Pahls a réussi à s'échapper chez un voisin et n'a pas signalé l'incident à la police. Quelques jours après l'incident, Linda Kimball quitte Jablonski. Le matin du 16 juillet, Linda Kimball retourne à l'appartement qu'elle avait partagé avec Jablonski pour récupérer les affaires de son bébé. Cet après-midi-là, elle est retrouvée morte à l'intérieur de l'appartement. Elle a été battue, poignardée et étranglée. Jablonski est arrêté onze jours plus tard. Il purge douze ans de prison pour le meurtre de Linda Kimball et est libéré en 1990.
Carol Spadoni rencontre et épouse Jablonski en 1982, après avoir répondu à une annonce publiée dans un journal alors que Jablonski purgeait une peine de prison. Le 23 avril 1991, Carol Spadoni, âgée de 46 ans, et sa mère, Eva Petersen, âgée de 72 ans, sont assassinées à son domicile à Burlingame. Carole Spadoni a été touchée par balle, étouffée avec du ruban adhésif, puis poignardée, tandis que sa vieille mère a été agressée sexuellement et abattue.
Jablonski est inculpé du meurtre de Fathyma Vann, âgée de 38 ans, à Indio, en Californie, le 22 avril 1991. Elle est retrouvée blessée par balle à la tête et agressée sexuellement, étendue nue dans un fossé peu profond dans le désert indien avec les mots « J'aime Jésus » gravés sur le dos. Son corps a subi d'autres mutilations, notamment l'ablation des yeux et des oreilles.
Jablonski a également été inculpé du vol et du meurtre de Margie Rogers, âgée de 58 ans, dans le comté de Grand, dans l'Utah, le 27 avril 1991. Margie Rogers avait été agressée sexuellement et avait reçu deux balles dans la tête.
Il est arrêté le 28 avril 1991 au Kansas. Il est reconnu coupable des cinq meurtres et condamné à mort.
En janvier 2006, la Cour suprême de Californie confirme la peine de mort prononcée contre Jablonski en appel.
On sait que Jablonski demandait aux gens de lui rendre visite pour rendre son séjour dans les cages de la mort plus supportable. 
Jablonski est mort le 27 décembre 2019 à l'âge de 73 ans dans la prison d'État de San Quentin dans la cellule.